# Magenta/Teek
Magenta/Teek! è un cd demo promozionale, distribuito a tiratura limitata nel 1998 dalla band belga Hooverphonic.
Contiene Magenta, il brano di chiusura dell'album Blue Wonder Power Milk oltre ad una demo di Lung e l'inedita Satin Doll, entrambe cantate da Alex.

## Tracce
1. Magenta
2. Lung (Démo Version)
3. Satin Doll (Démo Version)